# Fontanna Gefion
Fontanna Gefion (dun. Gefionspringvandet) – fontanna w porcie w Kopenhadze, autorstwa rzeźbiarza Andersa Bundgaarda, przedstawiająca nordycką boginię orzącą ziemię z pomocą swoich synów przemienionych w woły.

## Historia
Fontannę ufundowała firma Carlsberg z okazji pięćdziesiątej rocznicy istnienia. Początkowo planowano usytuowanie fontanny w pobliżu ratusza, zbudowano ją jednak bliżej nabrzeża portowego, obok cytadeli Kastellet. Grupa rzeźb, przedstawiająca boginkę Gefion z zaprzęgiem wołów, wyszła spod dłuta duńskiego rzeźbiarza Andersa Bundgaarda. Rzeźbiarz pracował nad nią w latach 1897–1899. Basen i elementy dekoracyjne ukończono w 1908. Fontannę odsłonięto 14 lipca 1908. Zabytek poddano pracom konserwatorskim w latach 1999–2004.

## Ikonografia
Grupa rzeźb stanowi odwołanie do mitycznej historii związanej z powstaniem wyspy Zelandii, na której leży Kopenhaga. Staroskandynawski mit przytoczony został w Eddzie młodszej i Heimskringli, obu z XIII wieku. Szwedzki król Gylfi obiecał nimfie Gefion tyle ziemi, ile zdoła wyorać w ciągu jednej nocy. Nimfa zamieniła w woły swoich czterech synów i z ich pomocą przeorała teren, który został rzucony w Morze Duńskie, pomiędzy Skanię i Fionię. Wyrobisko po zabranej ziemi zamieniło się w jezioro.

## Konotacje w kulturze
Fontanna pojawiała się w kilku filmach.
| Film                     | rok  | tytuł oryginalny             | czas    |
| ------------------------ | ---- | ---------------------------- | ------- |
|                          | 1946 | Jeg elsker en anden          |         |
|                          | 1965 | Mor bag rattet               |         |
|                          | 1968 | Min søsters børn vælter byen |         |
| Wielki skok gangu Olsena | 1972 | Olsen-Bandens store kup      | 0:48:47 |

## Galeria

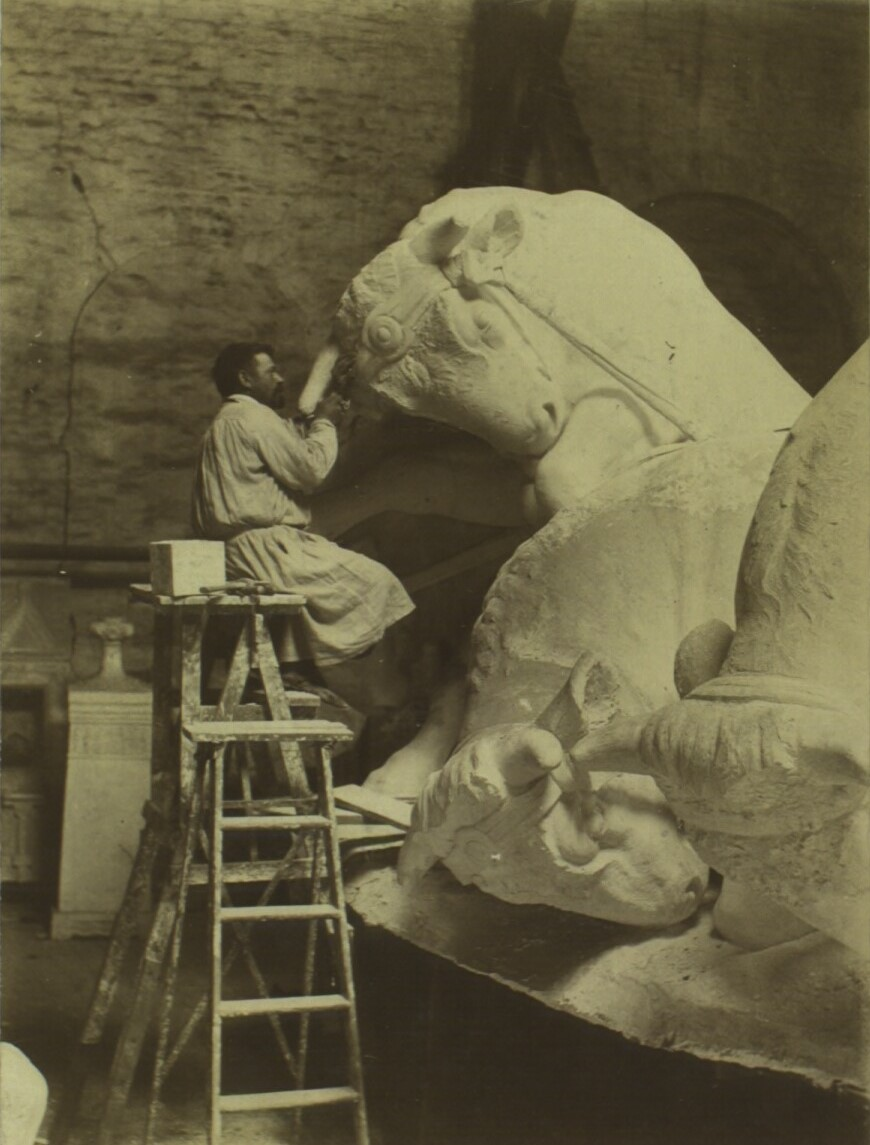
Bundgaard przy pracy
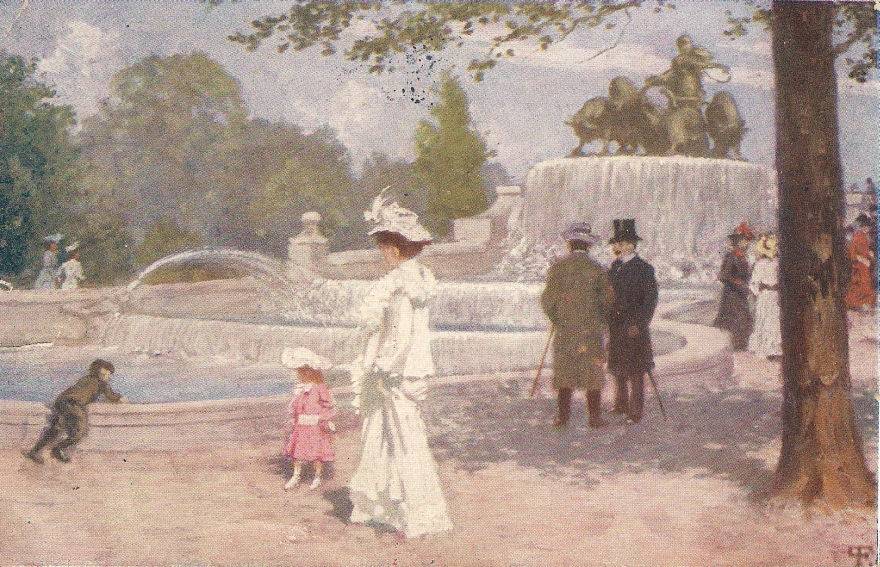
Fontanna na obrazie z przełomu XIX i XX w.
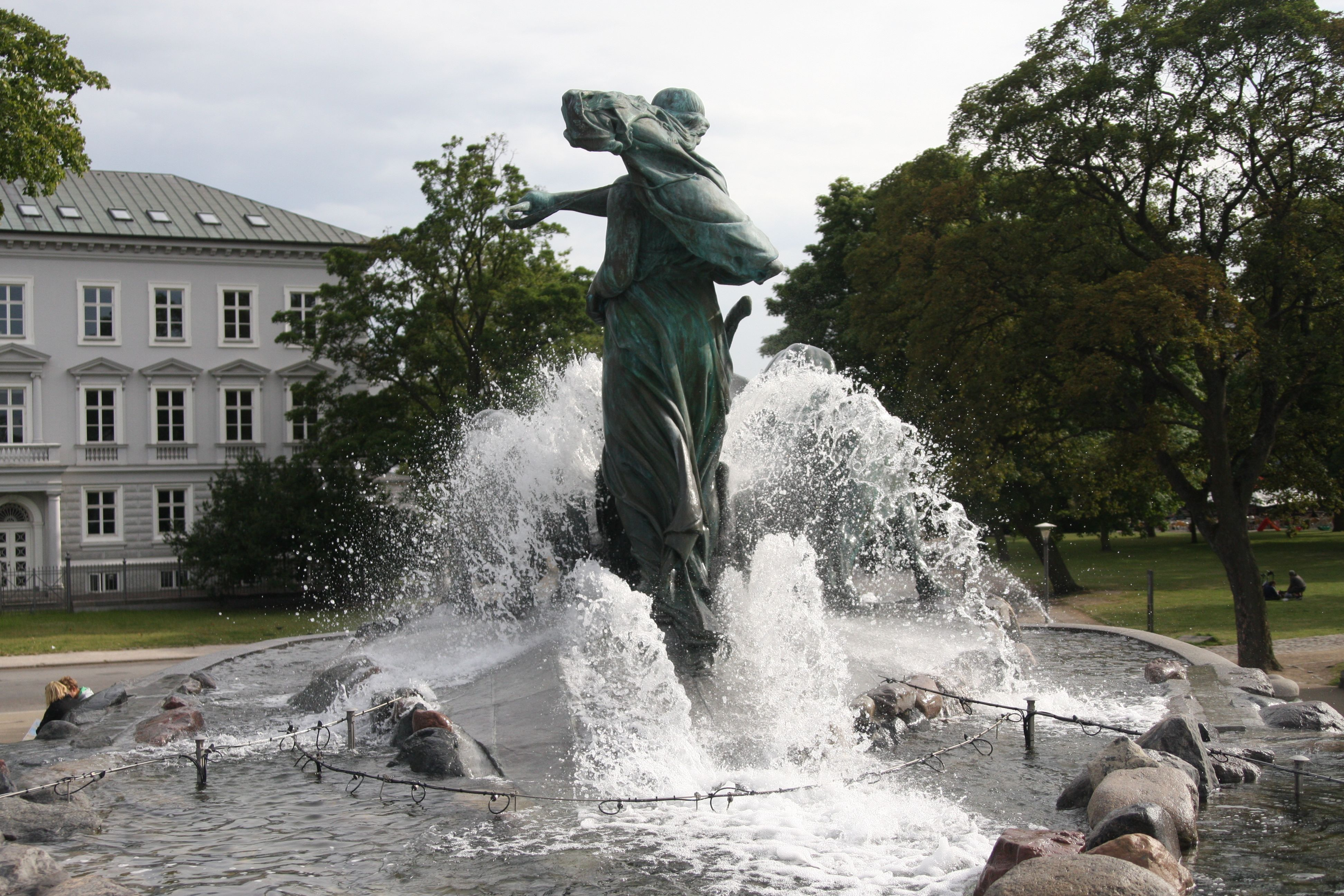
Fontanna Gefion, 2008
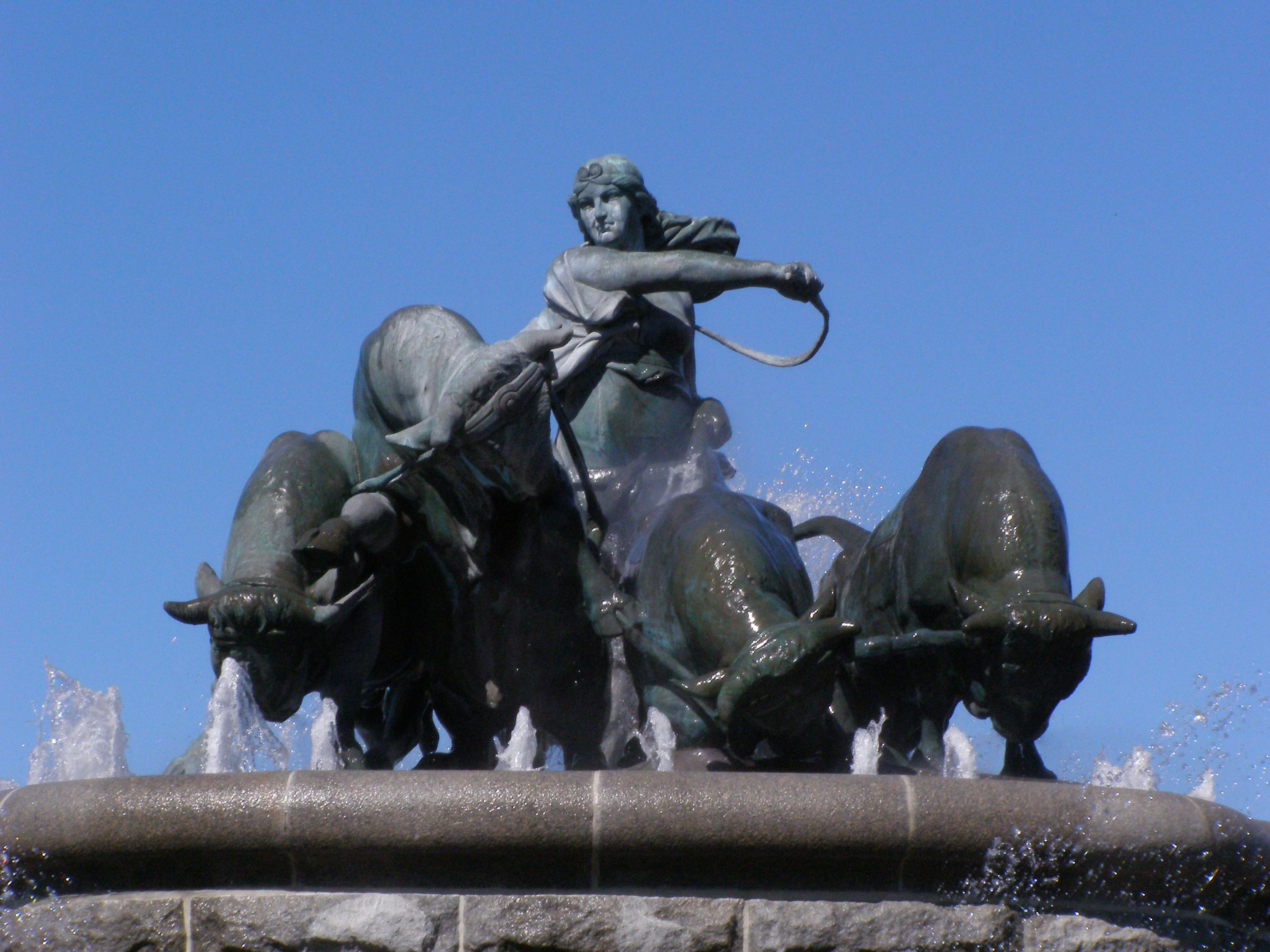
Fontanna Gefion, 2009
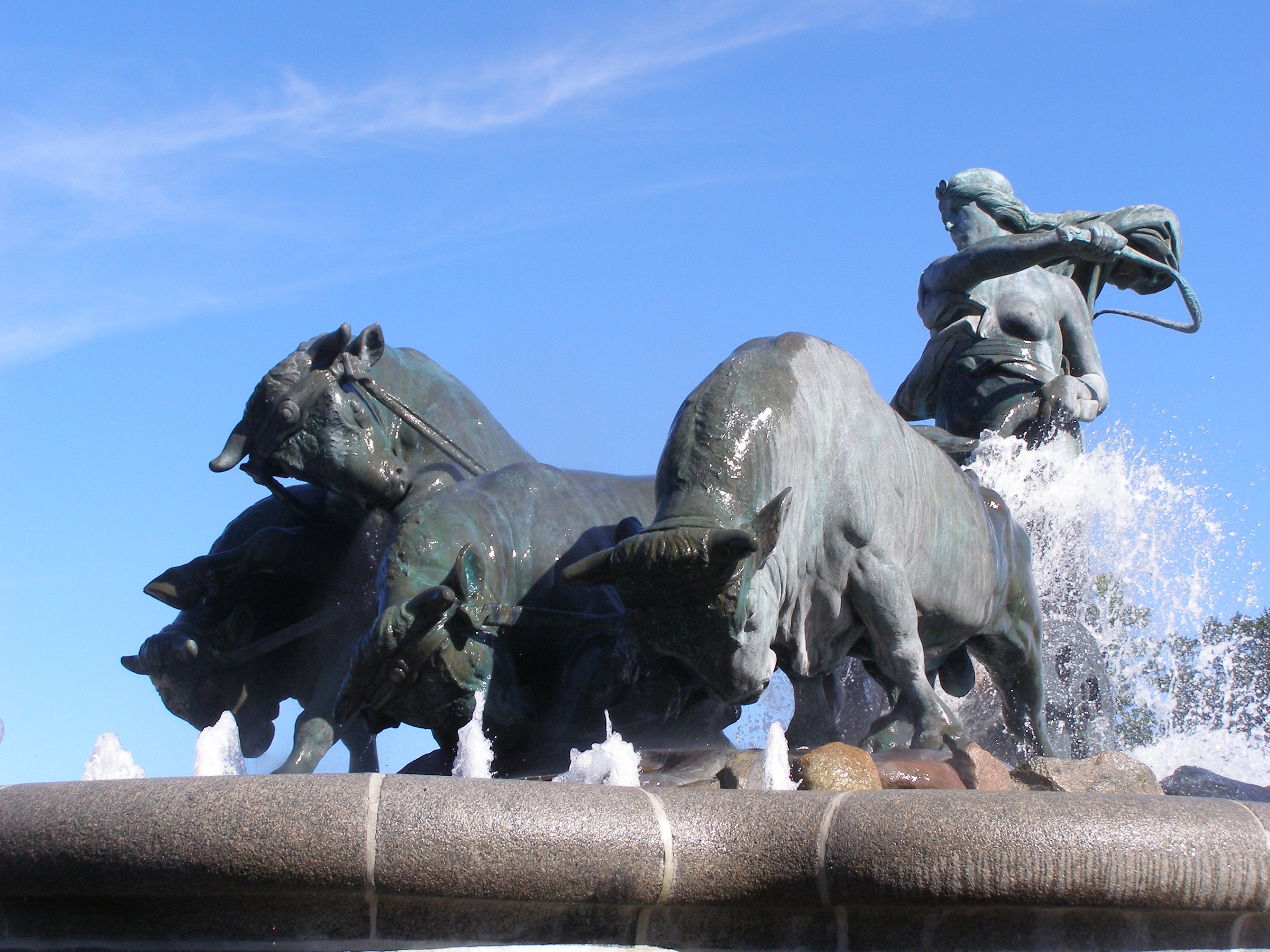
Fontanna Gefion, 2009
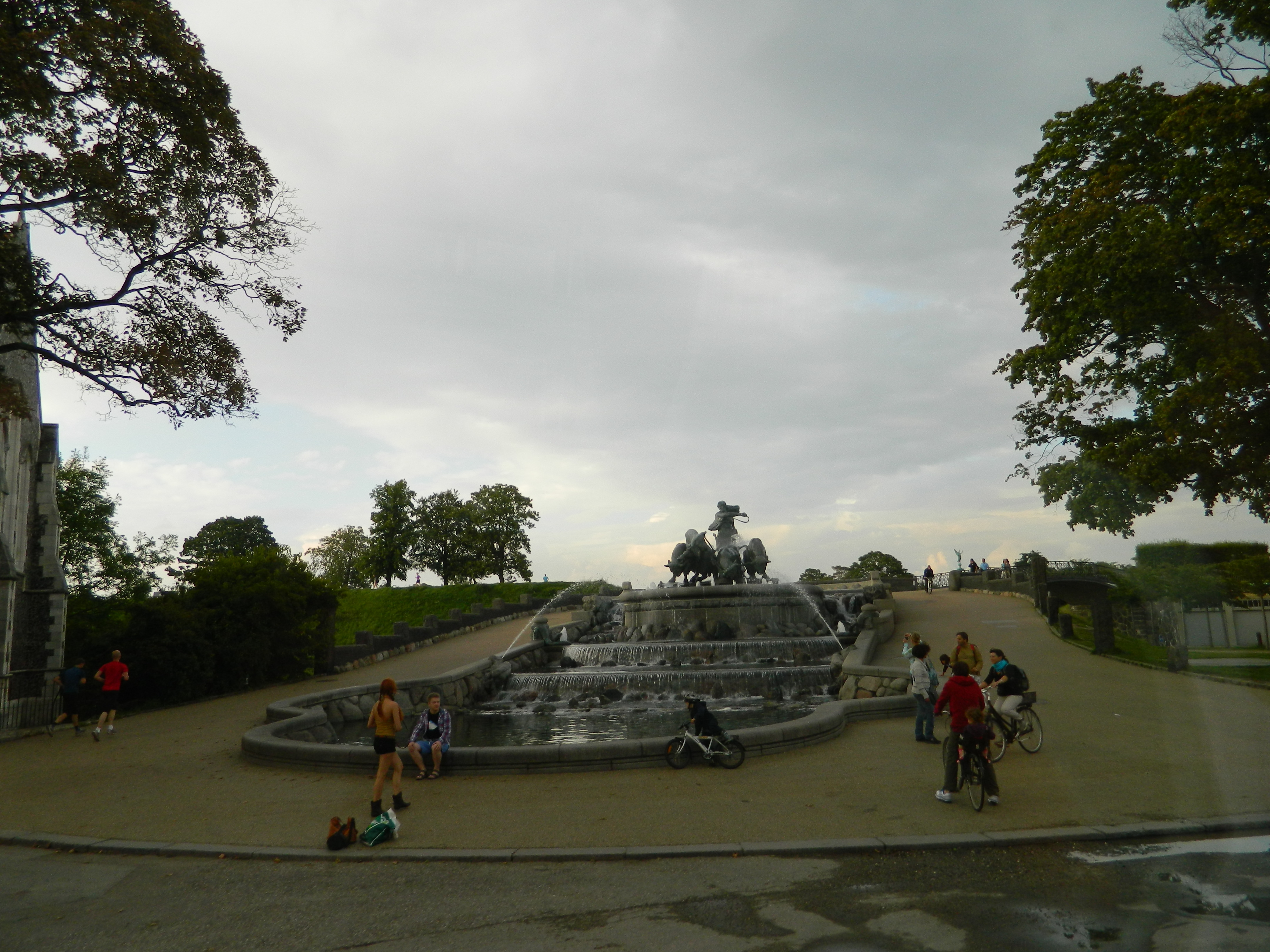
Fontanna Gefion, 2011
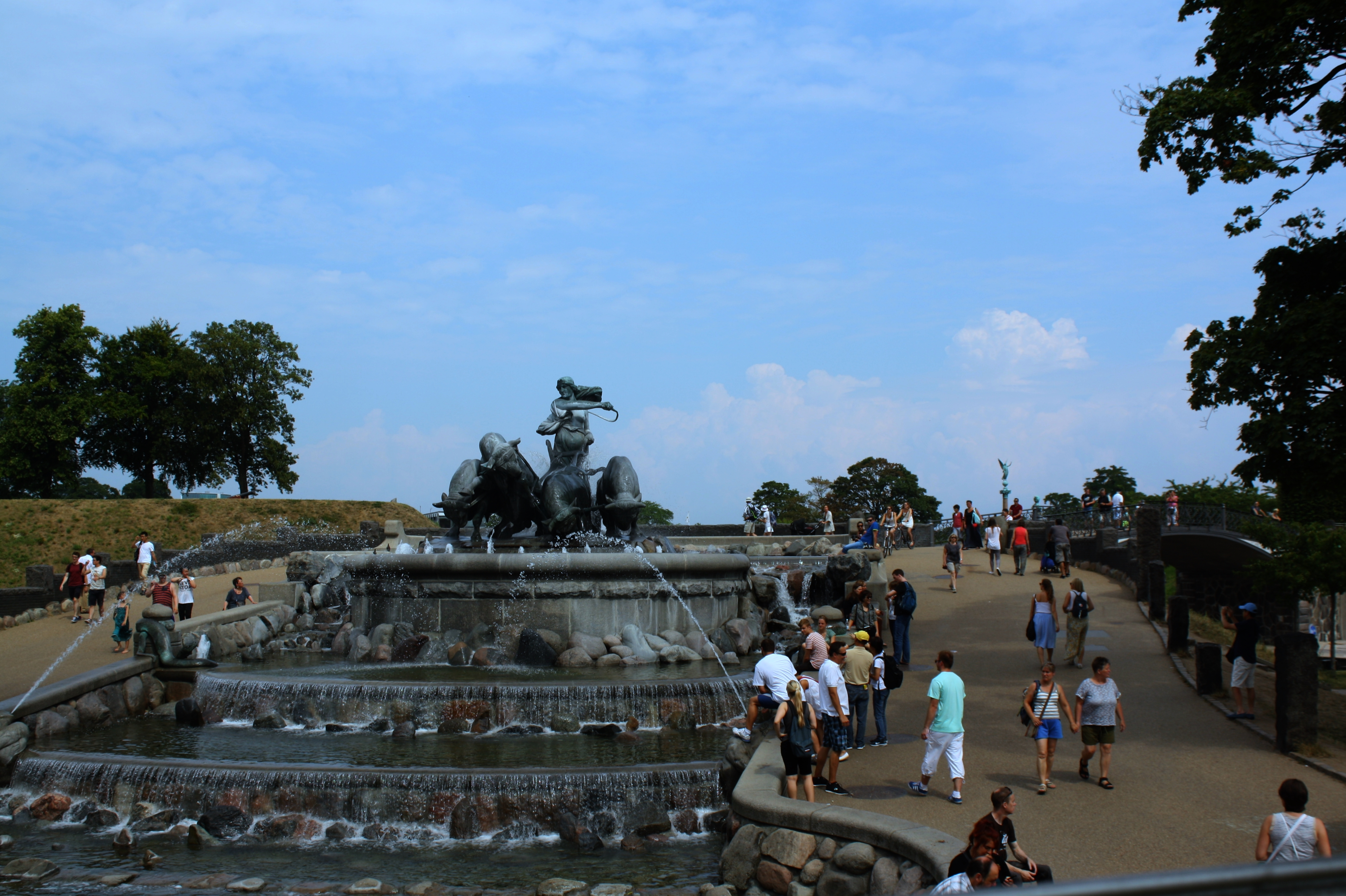
Fontanna Gefion, 2014
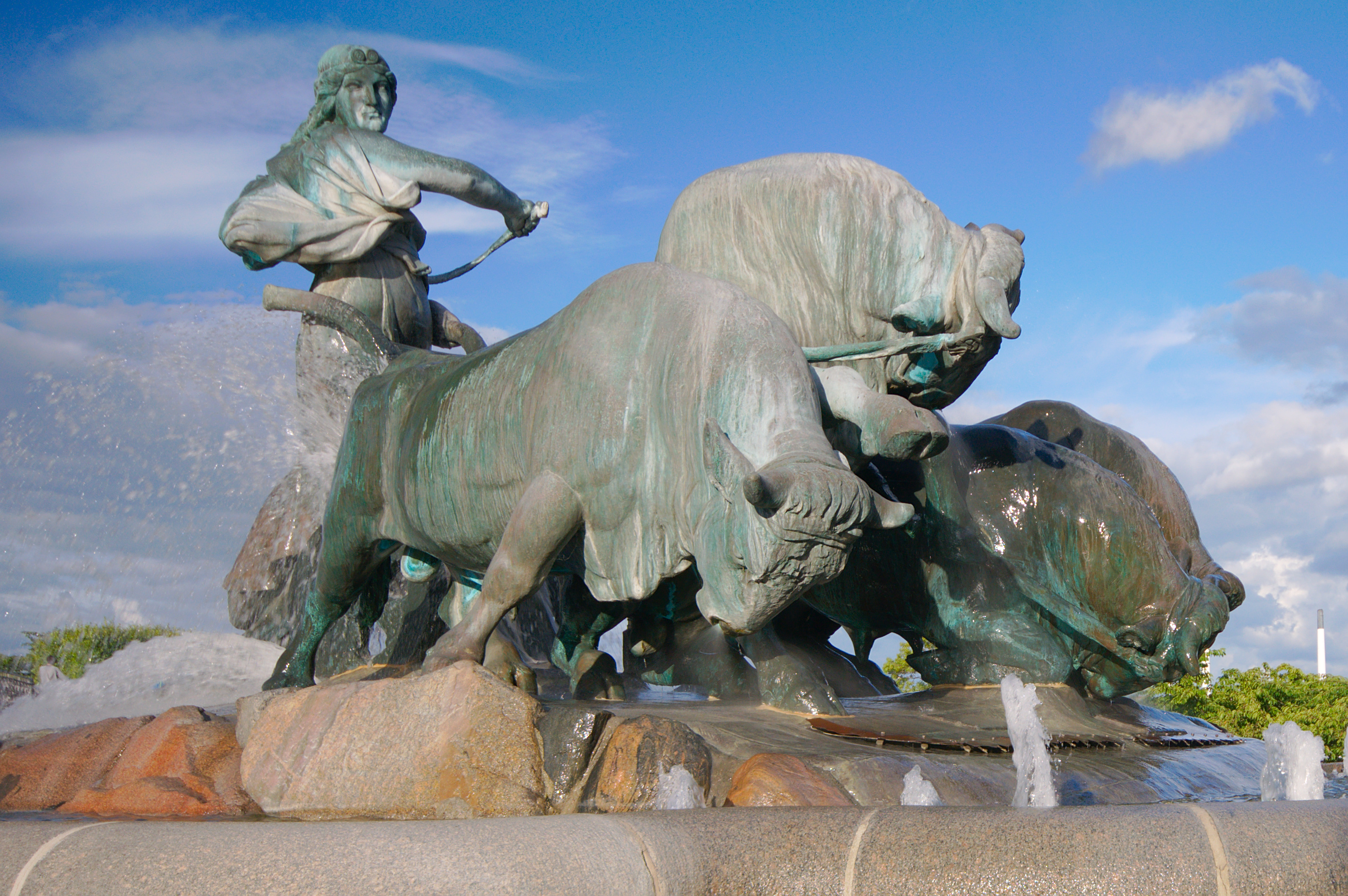
Fontanna Gefion, 2016